# Chilotomus violaceus
Chilotomus violaceus is een keversoort uit de familie van de loopkevers (Carabidae). De wetenschappelijke naam van de soort is voor het eerst geldig gepubliceerd in 1971 door Kryzhanovskij & Mikhailov.